# J. Allen Hynek
Josef Allen Hynek (1 tháng 5, 1910 – 27 tháng 4, 1986) là một nhà thiên văn học, giáo sư và nhà nghiên cứu UFO người Mỹ.  Ông có lẽ được nhớ đến nhiều nhất về thành tựu nghiên cứu UFO. Hynek đóng vai trò cố vấn khoa học cho các nghiên cứu về UFO do Không quân Mỹ thực hiện theo ba dự án liên tiếp: Dự án Sign (1947–1949),  Dự án Grudge (1949–1952), và Dự án Blue Book (1952–1969). Trong những năm sau đó, ông đã tiến hành nghiên cứu UFO độc lập của riêng mình, phát triển hệ thống phân loại "Tiếp xúc cự ly gần". Ông là một trong những người đầu tiên tiến hành phân tích khoa học các báo cáo và đặc biệt là bằng chứng dấu vết mà UFO để lại.

## Thiếu thời

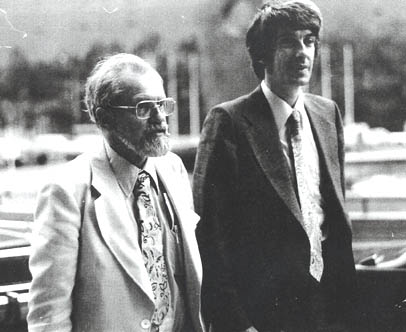
Allen Hynek (trái) và Jacques Vallée

Hynek chào đời tại Chicago với cha mẹ người Séc. Năm 1931, Hynek nhận bằng Cử nhân Khoa học của Đại học Chicago. Năm 1935, ông hoàn tất bằng tiến sĩ vật lý thiên văn tại Đài thiên văn Yerkes. Ông gia nhập Khoa Vật lý và Thiên văn học tại Đại học Tiểu bang Ohio vào năm 1936. Ông chuyên nghiên cứu về sự tiến hóa sao và nhận diện sao đôi.

## Sự nghiệp
Trong Thế chiến II, Hynek là một nhà khoa học dân sự tại Phòng thí nghiệm Vật lý Ứng dụng Johns Hopkins, nơi ông đã giúp phát triển ngòi nổ gần ở đài phát thanh của Hải quân Mỹ.
Sau chiến tranh, Hynek trở lại Khoa Vật lý và Thiên văn học tại bang Ohio, trở thành giáo sư chính thức vào năm 1950. Năm 1953, Hynek đã đệ trình một báo cáo về sự biến động của độ sáng và màu sắc của ánh sao và ánh sáng ban ngày, nhấn mạnh vào các quan sát ban ngày.
Năm 1956, ông rời khỏi trường để tham gia cùng giáo sư Fred Whipple, nhà thiên văn học Harvard, tại Đài quan sát Vật lý thiên văn Smithsonian, đã kết hợp với Đài thiên văn Harvard tại Harvard. Hynek được giao nhiệm vụ chỉ đạo theo dõi một vệ tinh không gian của Mỹ, một dự án cho Năm Địa vật lý Quốc tế vào năm 1956 và sau đó. Ngoài hơn 200 nhóm gồm các nhà khoa học nghiệp dư trên khắp thế giới là một phần của Chiến dịch Moonwatch, còn có 12 trạm chụp ảnh Baker-Nunn. Một máy ảnh đặc biệt đã được phát minh cho nhiệm vụ và một nguyên mẫu đã được chế tạo và thử nghiệm và sau đó tách ra một lần nữa khi vào ngày 4 tháng 10 năm 1957, Liên Xô đã phóng vệ tinh đầu tiên, Sputnik 1.
Sau khi hoàn thành công việc của mình trong chương trình vệ tinh, Hynek trở lại giảng dạy, đảm nhận vị trí giáo sư và chủ nhiệm khoa thiên văn tại Đại học Northwestern vào năm 1960.

## Quan điểm về UFO

### Chủ nghĩa hoài nghi
Để đối phó với nhiều báo cáo về "đĩa bay", Không quân Mỹ đã thành lập Dự án Sign vào năm 1948 nhằm kiểm tra những vụ chứng kiến các vật thể bay không xác định. Hynek được liên hệ để hoạt động như một nhà tư vấn khoa học cho Dự án Sign. Ông đã nghiên cứu các báo cáo về UFO và quyết định xem liệu các hiện tượng được mô tả trong đó có gợi ý đến những thiên thể được biết tới hay không.
Khi Dự án Sign thuê Hynek vào làm việc, ông đã tỏ thái độ hoài nghi về các báo cáo UFO. Hynek nghi ngờ rằng chúng được tạo ra bởi các nhân chứng không đáng tin cậy, hoặc bởi những người đã nhầm lẫn các vật thể nhân tạo hoặc tự nhiên. Năm 1948, Hynek nói rằng "toàn bộ chủ đề dường như hoàn toàn vô lý", và mô tả nó như một mốt nhất thời sẽ sớm trôi qua.
Trong cuốn sách năm 1977 của mình, Hynek nói rằng ông rất thích vai trò của mình như một người lật tẩy cho Không quân. Ông cũng nói rằng việc lật tẩy là điều mà Không quân mong đợi ở ông.

### Thay đổi quan điểm
Vào tháng 4 năm 1953, Hynek đã viết một báo cáo cho Tạp chí Hiệp hội Quang học Hoa Kỳ có tựa đề "Unusual Aerial Phenomena" (Hiện tượng Không trung Bất thường), có nêu một trong những tuyên bố nổi tiếng nhất của ông:
Chế giễu không phải là một phần của phương pháp khoa học, và mọi người không nên được dạy bảo theo kiểu đó. Lưu lượng báo cáo ổn định, thường được thực hiện trong buổi hòa nhạc của các nhà quan sát đáng tin cậy, đặt ra câu hỏi về nghĩa vụ và trách nhiệm khoa học. Có... bất kỳ phần còn lại nào đáng được sự quan tâm về mặt khoa học? Hoặc, nếu không, chẳng có nghĩa vụ nào tồn tại để nói với công chúng không phải bằng—những lời chế giễu công khai mà nghiêm túc, để giữ niềm tin với kỳ vọng nơi dư luận trong khoa học và nhà khoa học?
Năm 1953, Hynek là thành viên liên kết của Ban Robertson, kết luận rằng không có gì bất thường về UFO, và một chiến dịch quan hệ công chúng nên được thực hiện hòng làm mất uy tín của chủ đề và giảm thiểu sự quan tâm của công chúng. Hynek về sau từng than thở rằng Ban Robertson đã giúp biến UFO thành một lĩnh vực nghiên cứu không thể tranh cãi.
Khi các báo cáo về UFO tiếp tục với tốc độ tiến triển ổn định, Hynek dành một chút thời gian để nghiên cứu các báo cáo và xác định rằng một số người đang rất bối rối, ngay cả sau khi nghiên cứu đáng kể. Ông từng nói, "Là một nhà khoa học, tôi phải lưu tâm đến những bài học trong quá khứ; tất cả quá thường xuyên xảy ra rằng những vấn đề có giá trị lớn đối với khoa học đã bị bỏ qua vì hiện tượng mới không phù hợp với triển vọng được chấp nhận về mặt khoa học trong thời đại."
Trong một cuộc phỏng vấn năm 1985, khi được hỏi điều gì đã gây ra sự thay đổi quan điểm của mình, Hynek đã trả lời, "Hai điều, thực sự. Một là thái độ hoàn toàn tiêu cực và bất khuất của Không quân. Họ sẽ không cho UFO cơ hội tồn tại, ngay cả khi họ đang bay lên và xuống đường dưới ánh sáng ban ngày. Mọi thứ phải có lời giải thích. Tôi bắt đầu bực bội vì điều đó, mặc dù về cơ bản tôi cũng cảm thấy như vậy, bởi vì tôi vẫn nghĩ rằng họ không đi đúng hướng. Không thể cho rằng mọi thứ đều vô vọng dù có thế nào đi chăng nữa. Thứ hai, tầm cỡ của các nhân chứng bắt đầu gây rắc rối cho tôi. Chẳng hạn, một vài trường hợp đã được các phi công quân sự báo cáo, và tôi biết họ được đào tạo khá tốt, vì vậy khi tôi mới bắt đầu nghĩ rằng, ừm, có lẽ có thứ gì đó cho tất cả những chuyện này."
Hynek vẫn ở lại với Dự án Sign sau khi nó trở thành Dự án Grudge (dù ông ít tham gia vào Grudge hơn thời kỳ còn làm ở Sign). Dự án Grudge đã được thay thế bằng Dự án Blue Book vào đầu năm 1952 và Hynek vẫn là cố vấn khoa học. Đại úy Không quân Edward J. Ruppelt, giám đốc đầu tiên của Blue Book, đã đánh giá cao Hynek: "Tiến sĩ Hynek là một trong những nhà khoa học ấn tượng nhất mà tôi gặp khi làm việc trong dự án UFO, và tôi đã gặp rất nhiều người. Anh ấy đã không làm hai điều mà một số người trong số họ đã làm: cho bạn câu trả lời trước khi anh ấy biết câu hỏi; hoặc ngay lập tức bắt đầu trình bày chi tiết về những thành tựu của mình trong lĩnh vực khoa học."
Mặc dù Hynek nghĩ Ruppelt là một giám đốc tài năng đã đưa Dự án Blue Book đi đúng hướng, Ruppelt đứng đầu Blue Book chỉ trong vài năm. Hynek cũng đã phát biểu ý kiến của mình rằng sau sự ra đi của Ruppelt, Dự án Blue Book không chỉ là sự tập luyện quan hệ công chúng, lưu ý thêm rằng ít hoặc không có nghiên cứu nào được thực hiện bằng phương pháp khoa học.

### Bước ngoặt
Hynek đôi khi bắt đầu không đồng ý công khai với kết luận của Blue Book. Đến đầu thập niên 1960—sau khoảng một thập kỷ rưỡi nghiên cứu—Clark viết rằng "bước ngoặt rõ ràng của Hynek đối với câu hỏi về UFO là điều bí mật ai cũng biết." Chỉ sau khi Blue Book chính thức bị giải thể, Hynek mới nói chuyện cởi mở hơn về "bước ngoặt" này. Bằng sự thừa nhận của chính mình, Hynek tỏ ra là người ăn nói nhỏ nhẹ, thận trọng và bảo thủ. Ông suy đoán rằng chính tính cách của mình là một yếu tố mà Không quân lưu giữ ông như một nhà tư vấn trong hơn hai thập kỷ. Một số nhà nghiên cứu UFO khác nghĩ rằng Hynek đã không thành thật hoặc thậm chí là giả dối trong bước ngoặt của mình. Nhà vật lý James E. McDonald, chẳng hạn, đã viết cho Hynek vào năm 1970, đã chỉ trích ông về những gì McDonald coi là sự sai sót của ông, và cho rằng, khi được các thế hệ sau đánh giá, Thiếu tá Thủy quân lục chiến đã nghỉ hưu, Donald E. Keyhoe sẽ được coi là nhà nghiên cứu UFO khách quan, trung thực và khoa học hơn.
Chính trong giai đoạn cuối của Blue Book vào những năm 1960, Hynek bắt đầu nói chuyện cởi mở về những bất đồng và thất vọng của mình với Không quân. Trong số các trường hợp mà ông công khai bất đồng với Không quân là cuộc rượt đuổi UFO ở quận Portage được truyền thông công bố khắp nơi, nói về vụ một số sĩ quan cảnh sát đã đuổi theo UFO trong nửa giờ, và cuộc gặp gỡ của Lonnie Zamora, một sĩ quan cảnh sát đã báo cáo về một cuộc chạm trán với phi thuyền hình quả trứng làm bằng kim loại ở gần Socorro, New Mexico.
Cuối tháng 3 năm 1966 tại Michigan, hai ngày nhìn thấy UFO hàng loạt đã được báo cáo và nhận được sự công khai đáng kể. Sau khi nghiên cứu các báo cáo, Hynek nêu lên một giả thuyết tạm thời cho một số trường hợp nhìn thấy: một vài trong số khoảng 100 nhân chứng đã nhầm khí đầm lầy là một thứ gì đó ngoạn mục hơn. Trong cuộc họp báo nơi ông đưa ra lời phát ngôn, Hynek liên tục và tuyên bố mạnh mẽ rằng khí đầm lầy là một lời giải thích hợp lý cho một phần của các báo cáo về UFO của Michigan, và chắc chắn không phải cho các báo cáo về UFO nói chung. Thế nhưng trước sự thất vọng quá mức của mình, nhận định về giả thuyết này của Hynek phần lớn bị bỏ qua và thuật ngữ "khí đầm lầy" được lặp đi lặp lại mãi liên quan đến các báo cáo về UFO. Lời giải thích đã bị nhạo báng khắp cả nước.
Trong lời giải đáp của ông đề ngày 7 tháng 10 năm 1968, về đề nghị tiến cử khoa học liên quan đến Blue Book từ Đại tá Raymond Sleeper, Chỉ huy Phòng Công nghệ Đối ngoại Không quân Mỹ, Hynek lưu ý rằng Blue Book bị nhiều vấn đề về thủ tục và thiếu tài nguyên, khiến nó chịu ảnh hưởng những nỗ lực "hoàn toàn không thỏa đáng". Hynek cũng lưu ý rằng một kẻ tinh nghịch đã ban cho Blue Book danh hiệu "Hội Giải thích Những Vụ việc Không được Điều tra".

## Trung tâm Nghiên cứu UFO (CUFOS)
Hynek là người sáng lập và là người đứng đầu của Trung tâm Nghiên cứu UFO (CUFOS). Được thành lập vào năm 1973 tại Evanston, Illinois (nhưng hiện có trụ sở tại Chicago), CUFOS ủng hộ phân tích khoa học về các trường hợp UFO. Kho lưu trữ rộng lớn của CUFOS bao gồm các tập hồ sơ có giá trị từ các nhóm nghiên cứu dân sự như NICAP, một trong những nhóm nghiên cứu UFO phổ biến và đáng tin cậy nhất trong những năm 1950 và 1960.

## Phát biểu trước Liên Hợp Quốc
Vào tháng 11 năm 1978, Hynek đã trình bày bản tường trình về UFO trước Đại Hội đồng Liên Hợp Quốc thay mặt mình, Jacques Vallée và Claude Poher. Bài phát biểu đã được chuẩn bị và chấp thuận bởi ba tác giả. Mục tiêu của họ là khởi xướng một cơ quan có thẩm quyền của Liên Hợp Quốc về UFO.

## Giả thuyết nguồn gốc UFO
Tại hội nghị thường niên MUFON năm 1973, được tổ chức ở Akron, Ohio, Hynek lần đầu tiên bày tỏ sự nghi ngờ về giả thuyết ngoài Trái Đất (trước đây là liên hành tinh hoặc liên thiên hà), trong bài phát biểu có tựa đề  "The Embarrassment of the Riches" (Sự xấu hổ của người giàu). Ông nhận thức được rằng số lần những vụ nhìn thấy UFO cao hơn nhiều so với số liệu thống kê của Dự án Blue Book. "Một vài trường hợp tốt mỗi năm, trên khắp thế giới, sẽ củng cố giả thuyết ngoài Trái Đất—nhưng có hàng ngàn trường hợp mỗi năm? Từ những vùng xa xôi trong vũ trụ? Và đến vì mục đích gì? Hù dọa chúng ta bằng cách dừng xe, và làm phiền động vật, và làm chúng ta bối rối bằng những trò hề dường như vô nghĩa của họ?"
Trong một bài nghiên cứu được trình bày tại Hội nghị chuyên đề chung của Viện Hàng không & Du hành Vũ trụ Hoa Kỳ ở Los Angeles năm 1975, ông đã viết, "Nếu bạn phản đối, tôi yêu cầu bạn giải thích—về mặt định lượng, không phải định tính—hiện tượng được báo cáo về vật chất hóa và phi vật chất hóa, về sự thay đổi hình dạng, bay lơ lửng không tiếng ồn trong trường hấp dẫn của Trái Đất, gia tốc mà—đối với một khối lượng đáng kể—đòi hỏi các nguồn năng lượng vượt xa khả năng hiện tại—ngay cả khả năng lý thuyết, về hiệu ứng E-M nổi tiếng và thường được báo cáo (ý chỉ nhiễu điện từ), hiệu ứng ngoại đối với tri giác, bao gồm cả giao tiếp thần giao cách cảm có mục đích."
Năm 1977, tại Hội nghị UFO Quốc tế đầu tiên ở Chicago, Hynek đã trình bày suy nghĩ của mình trong bài phát biểu "What I Really Believe About UFOs" (Điều tôi thực sự tin về UFO). "Tôi tin", ông nói, "toàn bộ hiện tượng UFO là có thật, nhưng tôi không bảo rằng nó chỉ là một thứ gì đó. Chúng ta phải hỏi liệu sự đa dạng của UFO quan sát được... đều xuất phát từ cùng một nguồn cơ bản, cũng như các hiện tượng thời tiết, đều bắt nguồn từ bầu khí quyển", hoặc liệu chúng có khác nhau "vì mưa khác với thiên thạch, do đó khác với cơn mưa tia vũ trụ." Chúng ta không được hỏi, Hynek nói, chỉ đơn giản là giả thuyết nào có thể giải thích được nhiều sự thật nhất, mà là giả thuyết nào có thể giải thích những sự thật khó hiểu nhất.
Liên quan đến các giả thuyết về trí thông minh ngoài Trái Đất (ETI) và trí thông minh ngoài chiều kích (EDI), Hynek tiếp tục, "Có đủ bằng chứng để biện minh cho cả hai". Như bằng chứng cho giả thuyết ETI, ông đã đề cập đến các trường hợp liên quan đến radar là bằng chứng tốt về một thứ gì đó rắn chắc, cũng như các trường hợp bằng chứng vật lý. Sau đó, ông chuyển sang bảo vệ giả thuyết EDI: ngoài những quan sát về vật chất hóa và phi vật chất hóa, ông đã trích dẫn hiện tượng "poltergeist" (linh hồn quấy phá) mà một số người gặp phải sau một cuộc gặp ở cự ly gần; các bức ảnh UFO, đôi khi chỉ trong một khung hình và không được các nhân chứng nhìn thấy; sự thay đổi hình dạng trước mặt các nhân chứng; câu hỏi khó hiểu về giao tiếp thần giao cách cảm; rằng trong những cuộc gặp gỡ gần ở cự ly gần với loại thứ ba, các sinh vật dường như đang ở nhà dưới lực hấp dẫn và bầu khí quyển của Trái Đất; sự tĩnh lặng đột ngột trước sự hiện diện của con tàu; hiện tượng nâng bổng ô tô hoặc người; và sự phát triển của một số khả năng ngoại cảm sau một cuộc chạm trán. "Chúng ta có hai khía cạnh của một hiện tượng hay hai tập hợp hiện tượng khác nhau?" Hynek hỏi.
Cuối cùng, ông đưa ra một giả thuyết thứ ba. "Tôi hoàn toàn có thể làm được", ông nói, "một công nghệ tồn tại, bao gồm cả vật chất và tâm linh, vật chất và tinh thần. Có những ngôi sao lớn hơn Mặt Trời hàng triệu năm. Có lẽ có một nền văn minh tiến bộ hơn hàng triệu năm so với con người. Chúng ta đã đi từ Kitty Hawk lên Mặt Trăng trong bảy mươi năm, nhưng có khả năng một nền văn minh hàng triệu năm tuổi có thể biết được điều gì đó mà chúng ta không biết... Tôi đưa ra giả thuyết về một loại công nghệ 'M&M' bao gồm các lĩnh vực tinh thần và vật chất. Địa hạt tâm linh, rất bí ẩn đối với chúng ta ngày nay, có thể là một phần bình thường của một nền công nghệ tiên tiến."
Trong cuốn sách của Hynek và Vallee xuất bản năm 1975 nhan đề The Edge of Reality (Khía cạnh của thực tại), Hynek đã xuất bản một bức ảnh lập thể về UFO mà ông chụp trong một chuyến bay. Theo cuốn sách, vật thể ở trong tầm nhìn đủ lâu để Hynek tháo máy ảnh ra khỏi hành lý và chụp hai lần phơi sáng. Nhà nghiên cứu UFO Robert Sheaffer viết trong cuốn sách của mình nhan đề Psychic Vibrations (Rung động tâm linh) cho rằng Hynek dường như đã quên những bức ảnh khi sau này ông nói với một phóng viên của tờ The Globe and Mail là mình chưa bao giờ nhìn thấy UFO. Bài báo nói rằng trong tất cả những năm ông ấy đã ngước nhìn lên trên, Hynek "chưa từng nhìn thấy' những gì tôi rất muốn thấy. Ôi, chủ đề đã bị chế giễu đến mức tôi sẽ không bao giờ báo cáo về UFO ngay cả khi tôi đã nhìn thấy một chiếc UFO—mà không có nhân chứng'".

## Tiếp xúc cự ly gần
Trong cuốn sách đầu tiên của mình, Hynek đã xuất bản thang đo "Tiếp xúc cự ly gần" (close encounter) mà ông đã phát triển để lập danh mục các báo cáo UFO tốt hơn. Hynek sau này trở thành nhà tư vấn cho hãng phim Columbia Pictures và đạo diễn Steven Spielberg cho bộ phim UFO nổi tiếng năm 1977 Close Encounters of the Third Kind (Kiểu tiếp xúc thứ ba), được đặt tên theo một mức độ của thang đo Hynek. Ông còn xuất hiện với vai diễn khách mời trong phim. Cuối phim, sau khi người ngoài hành tinh rời khỏi "tàu mẹ", có thể nhìn thấy ông để râu ria và miệng ngậm tẩu thuốc, bước về phía trước để xem cảnh tượng này.

## Đời tư
Hynek và vợ, Miriam (Curtis) có năm đứa con. Con trai của Hynek tên Joel là một giám sát viên hiệu ứng hình ảnh từng giành giải Oscar. Ông giám sát thiết kế hiệu ứng ngụy trang cho bộ phim Predator, và giành giải Oscar Hiệu ứng Hình ảnh Xuất sắc nhất cho tác phẩm của mình trong bộ phim What Dreams May Come.

## Cái chết
Ngày 27 tháng 4 năm 1986, Hynek chết vì một khối u não ác tính, tại Bệnh viện Memorial ở Scottsdale, Arizona. Ông đã 75 tuổi và vợ Mimi, các con Scott, Roxane, Joel, Paul và Ross, và các cháu của ông vẫn còn sống.

## Sách
- UFO Fact or Fiction (Sự thật hay hư cấu về UFO) - khoảng 1970
- The UFO Experience: A scientific enquiry (Trải nghiệm về UFO: Cuộc điều tra khoa học) (1972) ISBN 978-1-56924-782-2
- The Edge of Reality: A progress report on the unidentified flying objects (Khía cạnh của thực tại: Báo cáo tiến độ về vật thể bay không xác định), viết chung với Jacques Vallée (1975) ISBN 978-0-8092-8150-3
- The Hynek UFO Report (Báo cáo về UFO Hynek) (1977)
- Night Siege—The Hudson Valley UFO Sightings (Cuộc vây hãm ban đêm—Những vụ chứng kiến UFO ở Thung lũng Hudson), viết chung với Philip Imbrogno và Bob Pratt (1987)